# Peripsychoda centraceps
Peripsychoda centraceps är en tvåvingeart som först beskrevs av Quate 1967.  Peripsychoda centraceps ingår i släktet Peripsychoda och familjen fjärilsmyggor. Inga underarter finns listade i Catalogue of Life.